# Tupolev Tu-143
Tupolev Tu-143 Reys (Flight hoặc Trip, tiếng Nga: Рейс) là một loại máy bay trinh sát không người lái của Liên Xô, được trang bị cho Liên Xô và đồng minh của Liên Xô cuối thập niên 1970 và trong thập niên 1980.

## Quốc gia sử dụng

### Đang sử dụng
CHDCND Triều TiênKhông quân Nhân dân Triều Tiên
 Nga
- Sử dụng làm bia bay[1]

 Ukraina

### Từng sử dụng
Bulgaria
 Cộng hòa SécVR-3 Rejs
 Tiệp KhắcVR-3
 Iraq
 România(;  Slovakia: VR-3 Rejs
 Syria
 Liên Xô

## Tính năng kỹ chiến thuật
Tupolev TU-143 Reys:
- Sải cánh 2.24 m (7 ft 4 in)
- Chiều dài 8.06 m (26 ft 5 in)
- Chiều cao 1.54 m (5 ft 1 in)
- Trọng lượng phóng 1,230 kg (2,710 lb)
- Vận tốc tối đa 950 km/h (515 kn, 590 mph)
- Trần bay 5,000 m (16,400 ft)
- Tầm bay 200 km (110 nmi, 125 mi)